# Wolfram Sievers
Wolfram Sievers (ur. 10 lipca 1905 w Hildesheimie, zm. 2 czerwca 1948 w Landsberg am Lech) – kierownik Ahnenerbe w latach 1935–1945, zbrodniarz wojenny.
Z wykształcenia księgarz, wstąpił do NSDAP w 1929, a w 1935 roku do SS i otrzymał rangę SS-Standartenführera, a następnie pracował w obozie koncentracyjnym w Dachau z Augustem Hirtem. Brał udział, bądź sam przeprowadzał eksperymenty m.in. z dużymi wysokościami i zamrażaniem, prowadzone w obozach koncentracyjnych, gdzie więźniowie byli trzymani w lodowatej wodzie do czasu, aż stracili przytomność bądź zmarli (por. Sigmund Rascher). Podczas tych eksperymentów zmarło od 280 do 300 więźniów.
Sievers został skazany na śmierć 20 sierpnia 1947 za zbrodnie przeciwko ludzkości w Procesie lekarzy i powieszony 2 czerwca 1948 w więzieniu Landsberg.
Sievers był nazywany nazistowskim „Sinobrodym” ze względu na kolekcjonowanie czaszek z głów odciętych Żydom, wykorzystywanym do badań przez Augusta Hirta.